# Slam brake
|  | Denne artikel er oprettet af botten Steenthbot ud fra en ekstern database. Den kan derfor have sproglige fejl eller mangler. Denne skabelon kan fjernes efter kontrol af indholdet. |

Slam brake er en dansk eksperimentalfilm fra 2019 instrueret af Émile Sadria.

## Handling
“Slam Brake” er et værk der beskriver et futuristisk fænomen i den nære fremtid.
En fænomen som beskrives gennem to unge venner der beslutter sig for at udfordre de selvkørende biler.
De eksperimenterer og tester bilindustriens kunstige intelligens i de selvkørende flåder, eksperimenterne finder
sted på dedikerede indfaldsveje, ind og ud af storbyen, hvor bilerne får lov til at køre ubemandede.
Ved hjælp af montering af et almindeligt gadespejl kan drengene manipulere og snyde de systemer, som
infrastrukturen er opbygget om – hvilket får fatale konsekvenser.
Filmen forsøger at beskrive hvordan lege og små simple idéer skaber fænomener der måske er udtryk for at
forsøge at afbryde en teknologisk udvikling der kan skabe strukturelle ændringer i vores samfund.

## Medvirkende
- Harald Kirsebom
- Sirius Kirsebom